# Nikołaj Sieniuszkin
Nikołaj Michajłowicz Sieniuszkin (ur. 1906 we wsi Romanowskoje w powiecie wiesjegońskim w guberni twerskiej, zm. w lipcu 1974 tamże) – funkcjonariusz radzieckich organów bezpieczeństwa, jeden ze sprawców zbrodni katyńskiej.

## Życiorys
Miał wykształcenie podstawowe, od 1930 w WKP(b), od lutego 1935 do kwietnia 1937 kierowca Zarządu NKWD obwodu kalinińskiego. Od kwietnia do listopada 1937 komendant warsztatów garaży Zarządu NKWD obwodu kalinińskiego, od listopada 1937 do maja 1943 komendant garażu Zarządu NKWD obwodu kalinińskiego. Wiosną 1940 uczestniczył w masowym mordzie na polskich więźniach z obozu w Ostaszkowie, za co 26 października 1940 ludowy komisarz spraw wewnętrznych ZSRR Ławrientij Beria przyznał mu nagrodę pieniężną. W 1946 pracownik Zarządu MGB obwodu kalinińskiego w stopniu porucznika bezpieczeństwa państwowego, później starszy porucznik, następnie kapitan służby wewnętrznej. zwolniony 20 sierpnia 1959 ze względu na wiek. Odznaczony Orderem Czerwonej Gwiazdy (30 kwietnia 1946) i Medalem „Za zasługi bojowe” (19 stycznia 1945).